# Rainer zu Rain

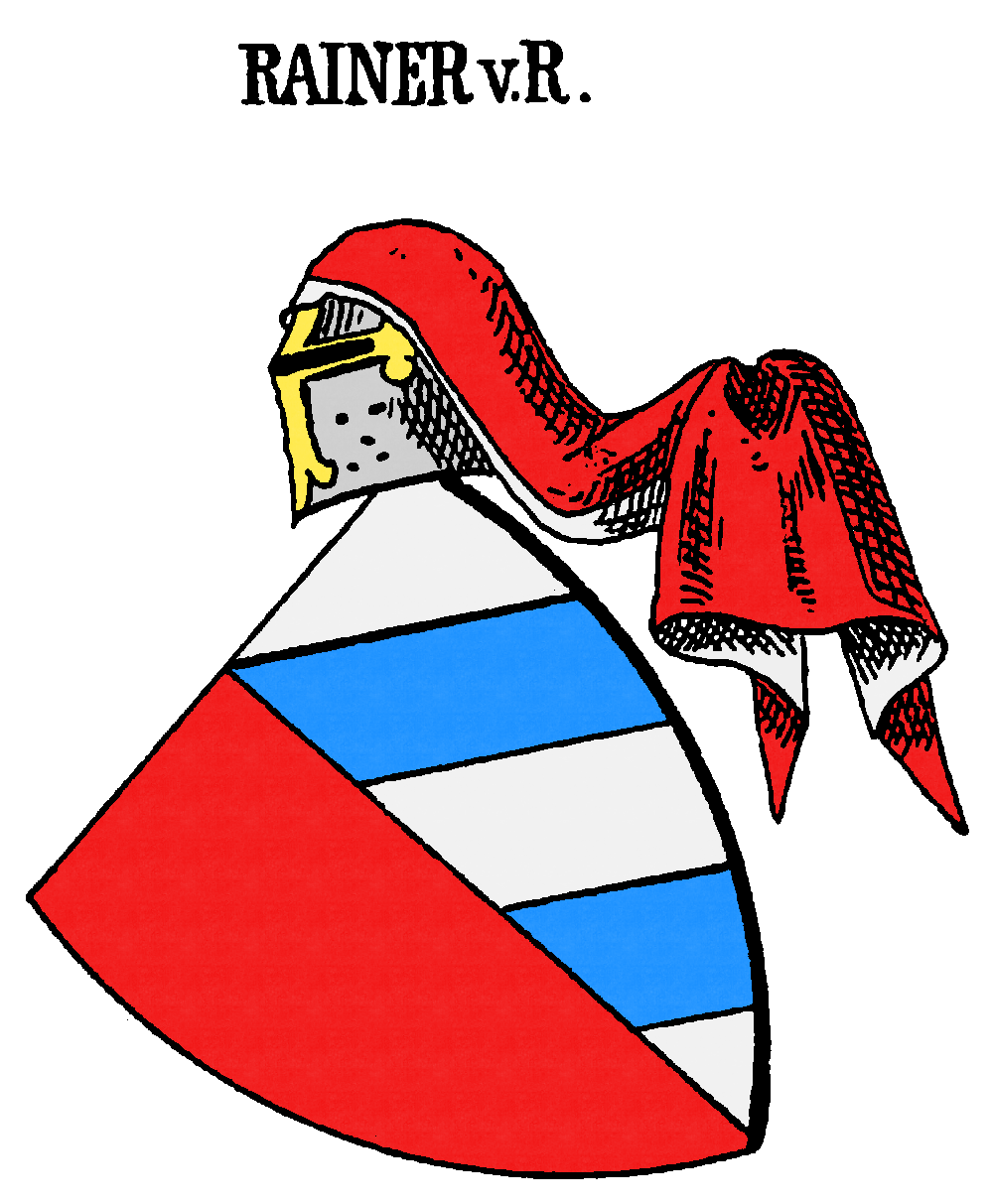
Stammwappen der Rainer zu Rain

Rainer zu Rain ist der Name eines alten niederbayerischen Adelsgeschlechts. Die Familie bildete einen Zweig der Vitztum von Straubing ab, und bekleidete im Herzogtum Bayern die erbliche Oberstkämmererwürde. Die Anfang des 16. Jahrhunderts nach Kärnten abgewanderte Linie der Von Rain zu Sommeregg wurde als Erben der dortigen Herren von Graben zu Burggrafen und Herren zu Sommeregg und in den Freiherrenstand erhoben. Der Stammsitz Rain ist heute eine Gemeinde im niederbayerischen Landkreis Straubing-Bogen.

## Geschichte
Der in Rain ansässige Adel stand vermutlich im Dienst der Herren von Bogen und mehrerer Kirchen (neben St. Emmeram auch Prüfening, Mallersdorf und das Hochstift Regensburg). Pertholdus de Rain trat in der ersten Hälfte des 13. Jahrhunderts auf, vermutlich ist er identisch mit dem Berthold von Rain, von dem das Kloster Rohr die Vogteirechte über mehrere Güter in Alburg, Kay und Bernloh erwarb. Dieses Kloster hatte bereits früher (um 1138–1146) Güter von Rupert von Rain und Gottschalk von Rain erworben.

### Bayerische Stammlinie

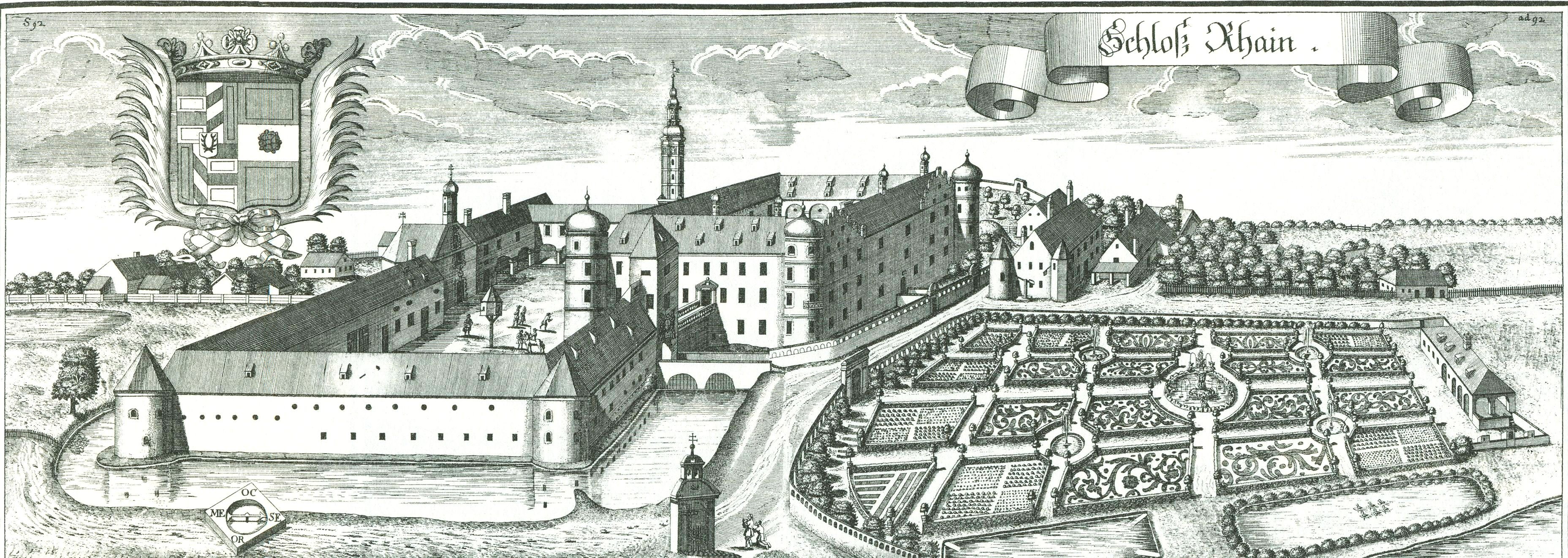
Schloss Rain, nach einem Stich von Michael Wening (1721)

Nach dem Tod Albrechts V. von Bogen († 1242) kam Burg und Herrschaft Rain an die Wittelsbacher. Herzog Heinrich verpfändete die curia zu Rain an Karl [von Rain], jüngerer Sohn des Vitztums Otto I. von Straubing. Auch die Burg gab er an diesen, betonte aber, dass sie nicht Pfandobjekt sei. Diese Familie, die sich von nun an Von Rain nannte, ist damit eines Stammes mit den Vitztum von Straubing, Nachkommen der Schönsteiner. Albrecht I. von Strubing (Straubing) und Karl von Rain werden 1292 als Brüder genannt. Jener Karl nannte sich ab 1290 Von Rain; der Name Rain bezieht sich auf die Stammburg Rain, nicht zu verwechseln mit einer Zweigburg in Straubing, welche von Karl in ein festes Haus gewandelt wurde.
Die sich nun Rainer zu Rain nennende Familie galt als alter Turnieradel und hob sich deshalb innerhalb des niederen Adels als angesehenere Familie ab. Das Geschlecht blieb bis Mitte des 16. Jahrhunderts hier ansässig. Die Rain besaßen das erbliche Oberstkämmereramt des Herzogtums Bayern. Ob Gregor Rainer (fälschlicherweise auch Rainer zu Main; † 1522), der von 1508 bis zu seinem Tod Reichsprälat und Stiftspropst des Klosterstifts Berchtesgaden war, wie behauptet den Rainern zugehörig war, kann nicht belegt werden. Vielmehr wird eine bürgerliche Abstammung des Gregor Rainer (1497 Raunner) angenommen, der auch ein anderes Wappen als diese Familie führte (ein Wappen das als bürgerliches registriert war).
Der Ort Rain war Teil des Kurfürstentums Bayern und bildete eine geschlossene Hofmark, deren Sitz Rain war. Im Wappen von Rain entsprechen die zwei blauen Schrägbalken dem Wappen der Rainer von Rain.

### Kärntner Linie

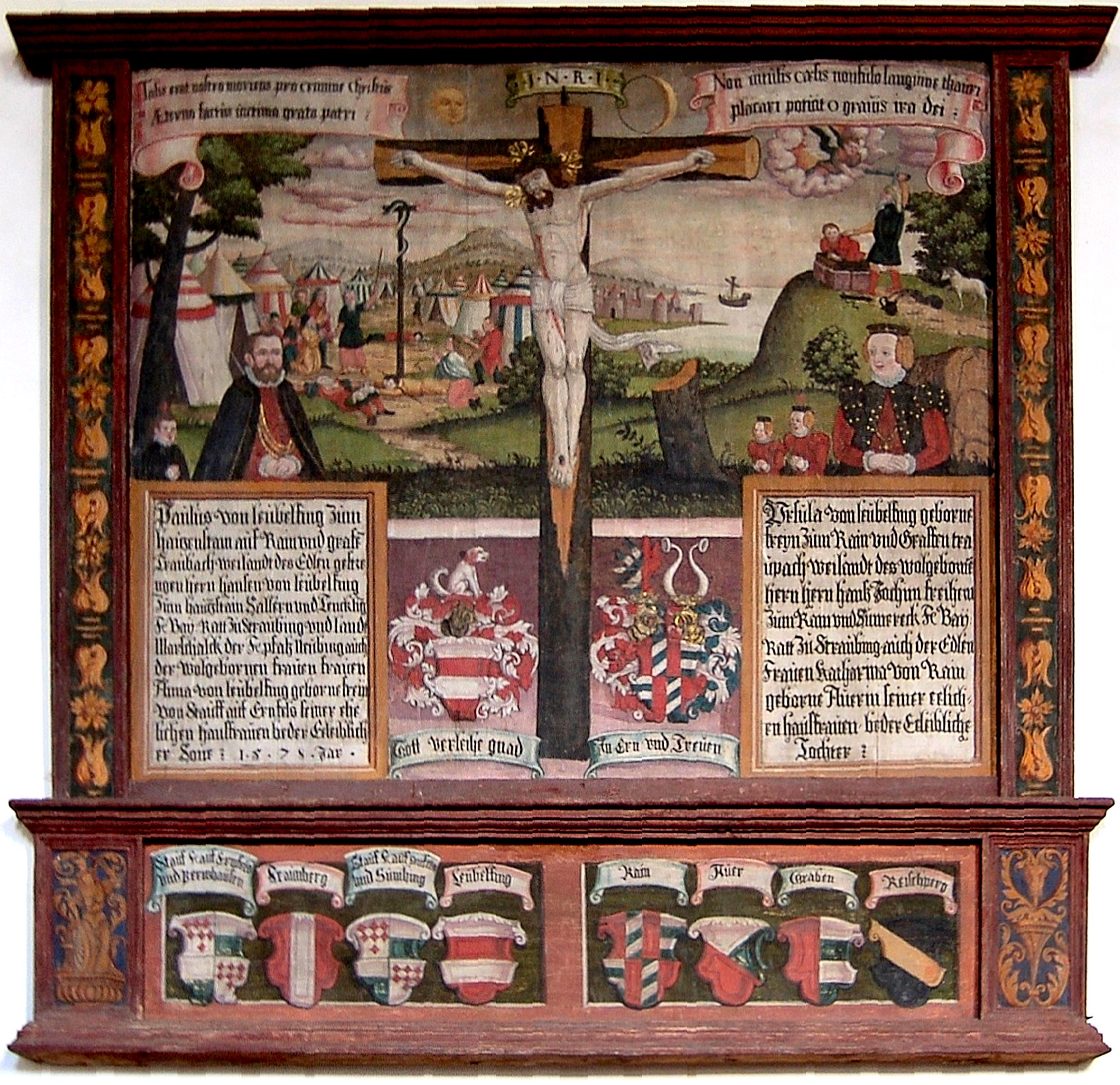
Gemälde anlässlich der Vermählung der Erbtochter Ursula von Rain mit Paul von Leublfing. Gezeigt werden die Wappen der Rain zu Sommeregg und Leublfing, sowie die Wappen der Ahnen wie den von Graben zu Sommeregg. (Lienzer „Sankt Michaelskirche“ in Osttirol, 1575)

Die Kärntner Linie wurde durch den aus Bayern stammenden Haymeran IV. von Rain zu Sommeregg († 1543) begründet, der Rosina von Graben zu Sommeregg aus der Familie der Herren von Graben ehelichte. Rosina war die Erbtochter des Sommeregger Burggrafen Ernst von Graben, und so gelangte 1513 diese Herrschaft, diverse anderer Güter sowie das Blau-weiß gespaltene Wappen der Graben an die Familie Von Rain.
Haymeran stand im Dienst Kaiser Ferdinands I. und diente dem Kaiserhaus als Feldhauptmann in Italien. Für ihre Verdienste wurden die Gebrüder Haymeran und Christoph Reiner [Rainer, Von Rain] am 10. November 1530 durch Kaiser Karl V. zu Freiherren von Rain zu Sommeregg ernannt. Der Ehe von Haymeran und Rosina entsprangen mindestens drei Töchter, worunter Beatrix von Rain († 1538), und ein Sohn, Hans Joachim von Rain zu Sommeregg, welcher mit Catharina Auwetia ab Auburg verehelicht war. Da Hans Joachim als Erbe seines Onkels Christoph II. Rainer zu Rain 1548 seinen Herrschaftsmittelpunkt wieder nach Bayern verlegte, verkaufte er Sommeregg und das Amt Töplitsch 1550 an Christoph Khevenhüller von Aichelberg. Diverse Kärntner Familienmitglieder liegen in der Lienzer „Sankt Michaelskirche“ (Osttirol) begraben, der Grabstätte der Herren von Graben zu Sommeregg.

### Rückkehr nach Bayern
Kurz nach Hans Joachim von Rains Rückkehr in die Heimat ist das Gesamtgeschlecht ausgestorben. Die Erbtochter Ursula Freiin von und zu Rain (gest. 1588) heiratete 1573 Paul (Paulus) von Leublfing auf Hautzenstein und Salern zu Rain und Grafentraubach (gest. 1592) und brachte auch Schloss und Herrschaft Rain in die Ehe mit.

### Besitz (Auszug)
- Herrschaft Rain
- Hofmark Oberpiebing
- Hofmark Obermotzing
- Hofmark Bergstorf
- Hofmark Grafentraubach mit Schloss Grafentraubach
- Herrschaft Schambach
- Burggrafschaft Sommeregg

## Stammbaum
- Otto I. von Straubing – Viztum von Straubing
  - Albrecht I. von Straubing – Viztum von Straubing, Weiterführung der Viztumer Linie zu Straubing
    - männlich
      - Hans von Steinach, Bürgermeister von Regensburg (gest. 1394 als letzter dieser Linie)

  - Karl I. von Straubing – Herr zu Rain, Rainer Linie Rainer zu Rain
    - Otto II. Rainer, Herr zu Rain
      - Elisabeth Rainer, Äbtissin des Klosters Niedermünster in Regensburg

    - männlich
    - Albrecht III. Rainer
      - männlich
        - Peter I. Rainer, Herr zu Rain und Schambach, herzoglicher Rat (gest. 1438)
          - Haymeran II. Rainer, Herr zu Rain und Schambach
            - Peter III. Rainer, Herr zu Rain, herzoglicher Jägermeister
              - Christoph II. Rainer zu Rain, Herr zu Rain, Freiherr (gest. 1547)
                - Anna Rainer zu Rain

              - Haymeran IV. von Rain zu Sommeregg, Herr von Rannariedl, Herr und Burggraf von Sommeregg, Freiherr, kaiserlicher Feldhauptmann in Italien (gest. 1543)
                - Beatrix von Rain (gest. 1538)
                - Hans Joachim Rainer zu Rain, Herr zu Rain, Burggraf und Herr von Sommeregg, Freiherr, herzoglicher Rat zu Straubing (gest. 1569)
                  - Ursula Rainer zu Rain, die letzte der Rainer ehelichte 1579 Paul von Leublfing und brachte Wappen und Besitz an die Leublfing

            - Christoph I Rainer

    - Lautwein II. Rainer
      - Erhard Rainer zu Schambach, Herr zu Schambach

Wappen der Gemeinde Rain mit den zwei roten Balken der Leublfing und den blauen Schrägbalken der Rainer zu Rain

      - Hans Rainer

## Wappen
- Das rot-silber gespaltene Stammwappen ist links belegt mit zwei blauen Schrägrechtsbalken. Auf dem Helm rot-silberne Helmdecken. (nach einem Siegel des ersten Rainers)
- Das Wappen nach dem churbayerischen Wappenbuch ist gespalten in rechts von Blau und Silber fünf Mal schräglinks geteilt, links Rot. Auf dem Helm mit rot-silbernen Decken ein wie der Schild bezeichneter Flug
- Das quadrierte freiherrliche Wappen zeigt in den Feldern 1 und 4 das Stammwappen, in 2 und 3 gespalten in Silber zwei blaue Balken links Rot. Auf den zwei gekrönten Helmen mit rechts rot-silbernen, links blau-silbernen Decken rechts der Flug des Stammwappens, links zwei silberne Büffelhörner, mit außen je drei rot-silbern-blauen Federn besteckt.

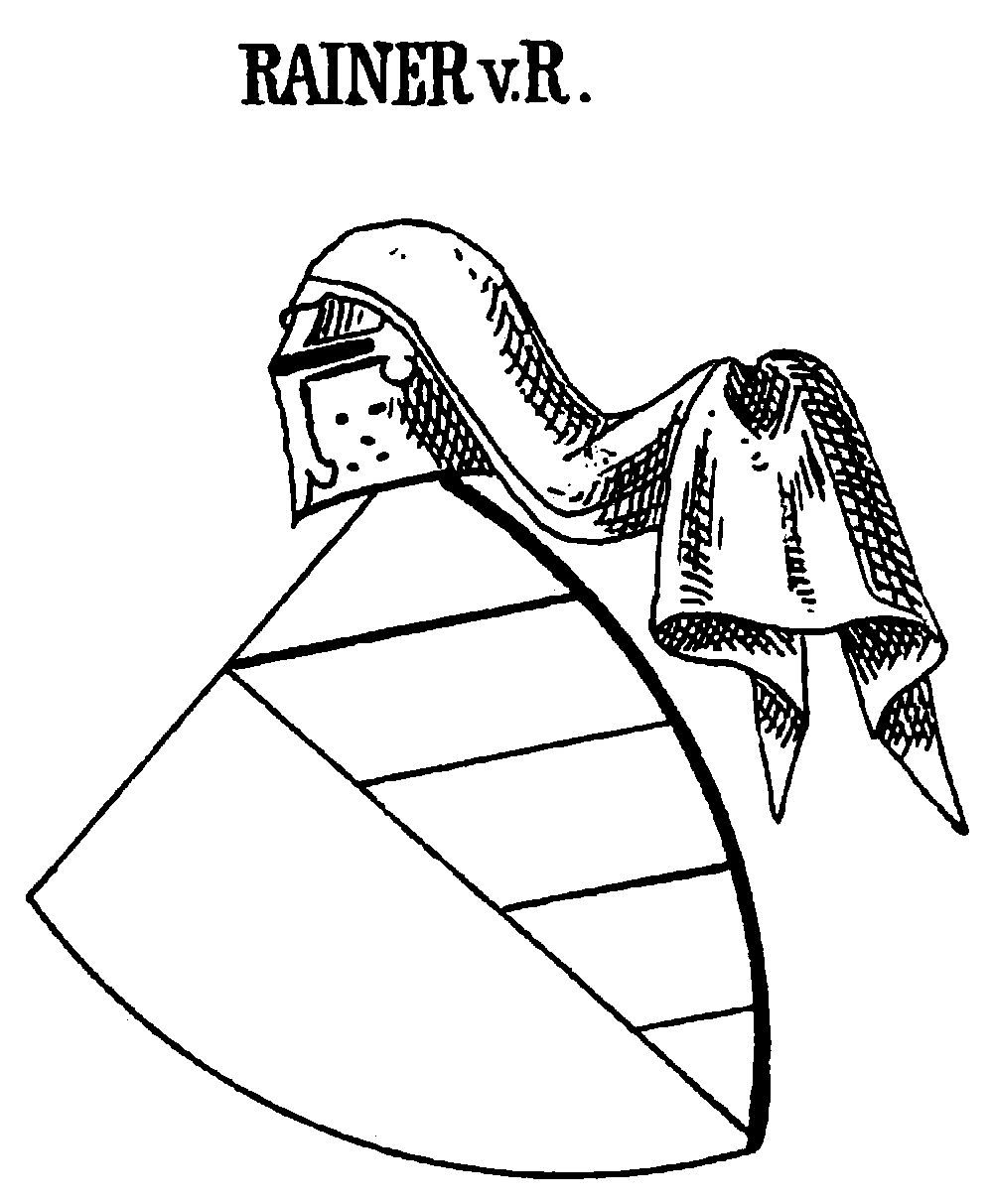
Stammwappen der Rainer von Rain (nach einem Siegel des ersten Rainers)
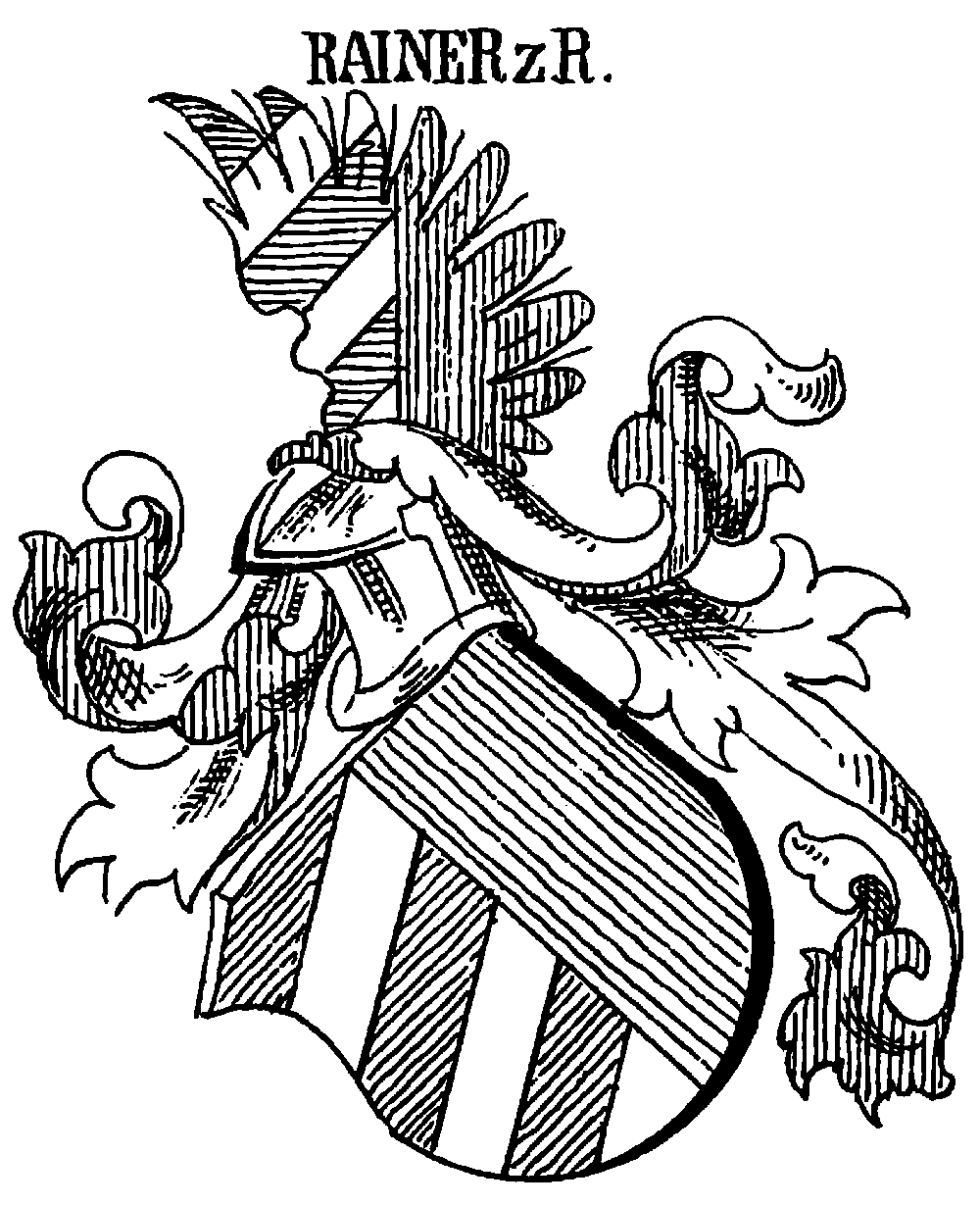
Wappen der Rainer zu Rain nach dem churbayerischen Wappenbuch
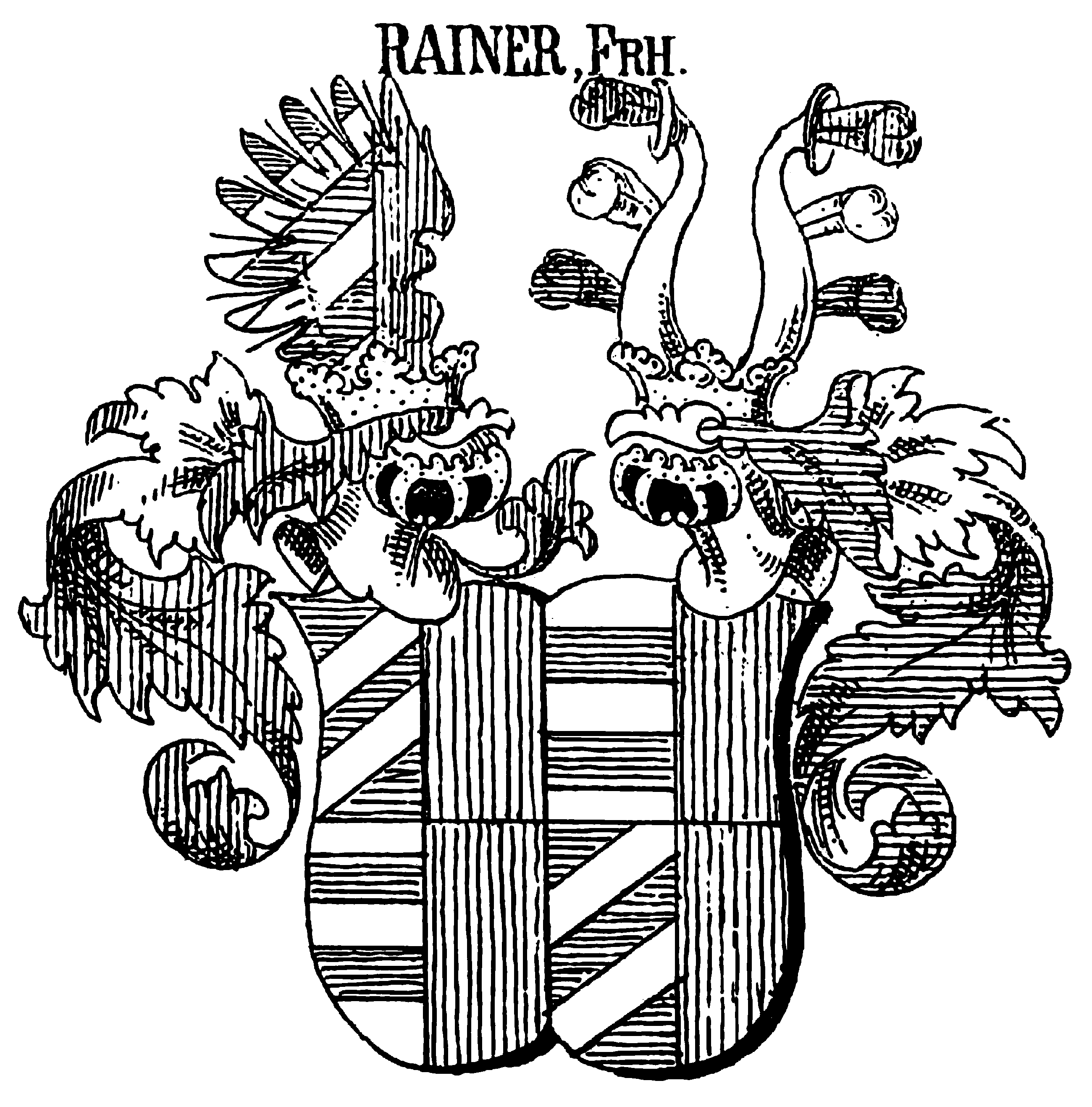
Freiherrenwappen der Rainer zu Rain unter Verwendung des Wappens der Herren von Graben zu Sommeregg
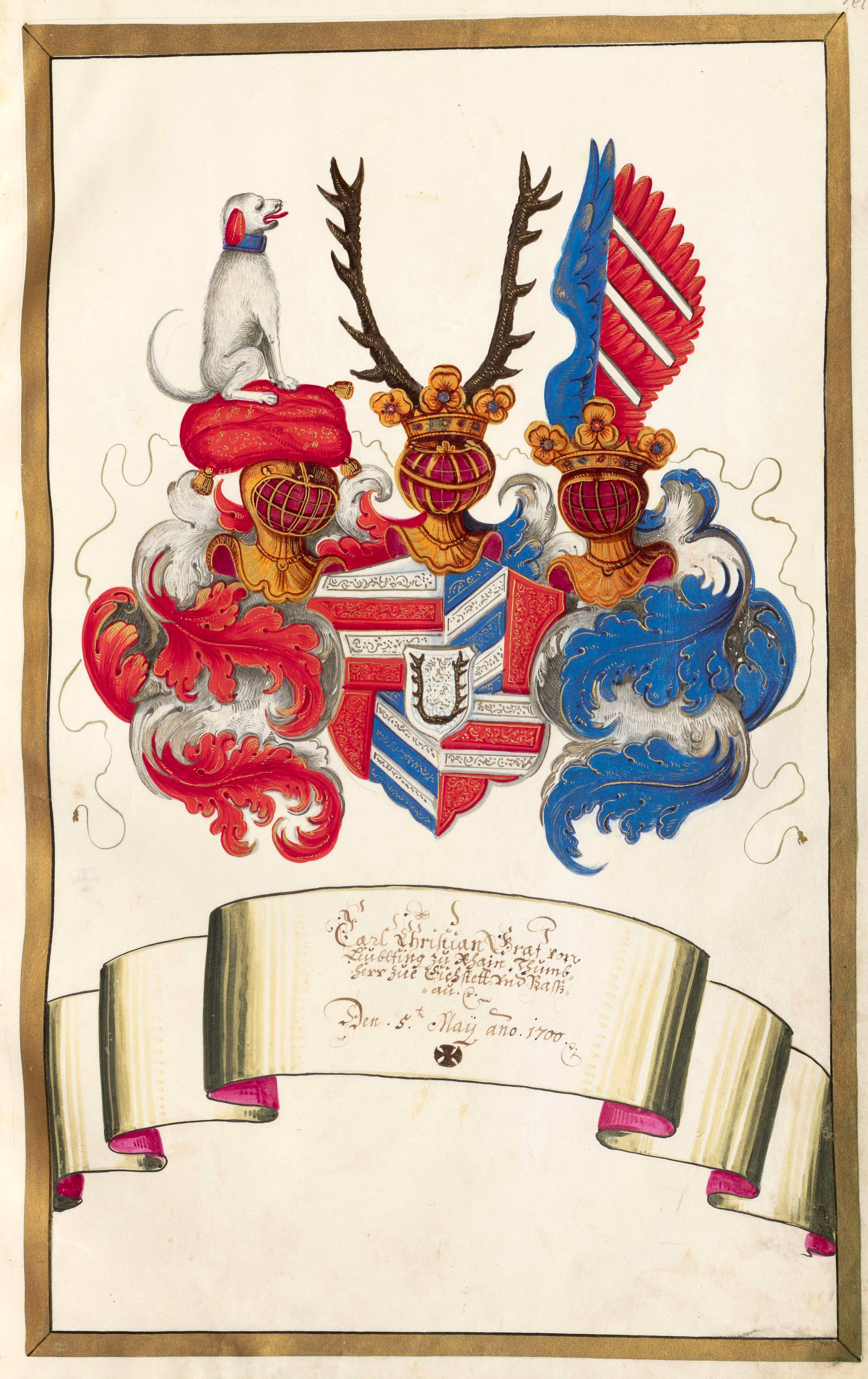
Wappen der Reichsgrafen von Leublfing zu Rhain (Rain); Wappen unter Verwendung des Wappens der Rainer zu Rain

## Information
Die Daten zu diesem Artikel wurden aus der Von Graben Forschung von Matthias Laurenz Gräff übernommen.